# Store Vildmose
Store Vildmose (Großes Wildmoor) liegt im nördlichen Jütland (Vendsyssel) etwa 20 km nordwestlich von Ålborg. Es war mit einer Fläche von ca. 50 km² einst Dänemarks größtes Hochmoor. Durch die seit den 1920er Jahren durchgeführten Entwässerungsmaßnahmen hat sich die Fläche jedoch deutlich verkleinert. Allerdings sind noch heute einige Areale verhältnismäßig unberührt und vermitteln einen Eindruck von der Natur dieses Moores.

## Entstehung und Geschichte
Die Torflagen des Hochmoores liegen auf glazialen und marinen Ablagerungen aus dem letzten Abschnitt des Quartärs. Die ältesten durch Bohrungen nachgewiesenen Torflagen sind etwa 7000 Jahre alt. Mit Unterbrechungen, die im Wesentlichen durch marine Transgressionen im Postglazial hervorgerufen wurden, setzte sich die Torfbildung in unterschiedlicher Intensität bis in die Neuzeit fort. Erst durch Einfluss des Menschen, der schon vor der Zeitenwende damit begann, das Moor zu entwässern, um dort Landwirtschaft zu betreiben und Torf als Bau- und Brennmaterial abbaute, nahm die natürliche Entwicklung des Moores ihr Ende. Von der Tätigkeit der Menschen vor rund 2000 Jahren künden noch heute aus dieser Zeit stammende Trittsteine im Store Vildmose nördlich von Åby Bjerg. Über diese Steinreihe konnte der Flecken Sandels Bjerg trockenen Fußes erreicht werden.
Die heutige Gesamtmächtigkeit der Torflagen beträgt im südwestlichen, noch in weiten Teilen naturnahen Abschnitt des Moores stellenweise knapp 4 Meter, ist aber in den anderen Teilen des Moores meist deutlich geringer. An manchen Stellen wurde die Torflage um die Wende vom 19. zum 20. Jahrhundert mehr als halbiert, hauptsächlich durch Torfabbau sowie durch Drainage und Austrocknung. Dementsprechend kam es im 20. Jahrhundert zu einer flächenmäßigen Verkleinerung des Moores.

## Wissenschaftliche Bedeutung
Der besondere Wert eines unberührten Hochmoores besteht in dem Informationsgehalt seiner Torflagen. Die natürliche Hochmoorvegetation wird im Laufe der Zeit zu Torf umgebildet. Jedes Jahr legt sich eine neue Torflage ab, in der sich unter anderem Pollen, Staubpartikel und chemische Stoffe befinden. Die mächtigen Torflagen eines Hochmoores spiegeln daher unter anderem die Vegetation zum Zeitpunkt der Torfbildung, geben Auskunft über den historischen Klimaverlauf und die Umweltveränderungen in dieser Zeit. So entsteht ein zumeist mehrere Tausend Jahre umfassendes biologisch-geologisches Archiv von unschätzbarem wissenschaftlichem Wert. Solche Archive sind in Dänemark und in der gesamten Nordwesteuropäischen Tiefebene äußerst selten. Store Vildmose, mit seinen in einem weitgehend ursprünglichen Zustand erhaltenen Abschnitten ist ein herausragendes Beispiel für ein solches Archiv und deshalb als international bedeutendes geologisches Objekt über Dänemarks Grenzen hinaus bekannt.

## Kultivierung
Seit Jahrhunderten wurde das Moor durch die Bauern der Umgebung genutzt, um Torf zum Heizen zu stechen und Binsen zum Dachdecken zu schneiden. Im 19. Jahrhundert wurde versucht, Randstücke des Moores urbar zu machen.
- 1921 begann die gezielte Kultivierung von 3700 Hektar. Es wurde der Grundwasserspiegel gesenkt, in dem man Entwässerungsgräben anlegte. Der Boden wurde gepflügt und mit Kalk und Dünger versetzt.
- 1934 wurden die ersten 10 Höfe in Lunefennen erbaut.
- 1935 folgten 20 weitere Höfe, diesmal ausschließlich zur Viehhaltung.
- 1960 waren 50 km Wege und 400 km Entwässerungsgräben angelegt, die über 800 km Rohrleitungen das Wasser durch den Bach Ryå zum Limfjord ableiteten.